# George Williams (calciatore 1995)
George Christopher Williams (Milton Keynes, 7 settembre 1995) è un calciatore gallese, attaccante dell'Hemel H. Town.

## Carriera

### Club
Ha giocato nella prima divisione scozzese e nella seconda divisione inglese.

### Nazionale
Ha giocato nelle nazionali giovanili gallesi Under-17, Under-19 ed Under-21.
Debutta con la nazionale gallese il 4 giugno 2014 nell'amichevole Paesi Bassi-Galles (2-0).
Viene convocato per gli Europei 2016 in Francia.

## Statistiche

### Cronologia presenze e reti in nazionale
| Cronologia completa delle presenze e delle reti in nazionale ― Galles | Cronologia completa delle presenze e delle reti in nazionale ― Galles | Cronologia completa delle presenze e delle reti in nazionale ― Galles | Cronologia completa delle presenze e delle reti in nazionale ― Galles | Cronologia completa delle presenze e delle reti in nazionale ― Galles | Cronologia completa delle presenze e delle reti in nazionale ― Galles | Cronologia completa delle presenze e delle reti in nazionale ― Galles | Cronologia completa delle presenze e delle reti in nazionale ― Galles |
| Data                                                                  | Città                                                                 | In casa                                                               | Risultato                                                             | Ospiti                                                                | Competizione                                                          | Reti                                                                  | Note                                                                  |
| --------------------------------------------------------------------- | --------------------------------------------------------------------- | --------------------------------------------------------------------- | --------------------------------------------------------------------- | --------------------------------------------------------------------- | --------------------------------------------------------------------- | --------------------------------------------------------------------- | --------------------------------------------------------------------- |
| 4-6-2014                                                              | Amsterdam                                                             | Paesi Bassi                                                           | 2 – 0                                                                 | Galles                                                                | Amichevole                                                            | -                                                                     | 70’                                                                   |
| 9-9-2014                                                              | Andorra la Vella                                                      | Andorra                                                               | 1 – 2                                                                 | Galles                                                                | Qual. Euro 2016                                                       | -                                                                     | 76’                                                                   |
| 10-10-2014                                                            | Cardiff                                                               | Galles                                                                | 0 – 0                                                                 | Bosnia ed Erzegovina                                                  | Qual. Euro 2016                                                       | -                                                                     | 82’                                                                   |
| 13-10-2014                                                            | Cardiff                                                               | Galles                                                                | 2 – 1                                                                 | Cipro                                                                 | Qual. Euro 2016                                                       | -                                                                     | 58’                                                                   |
| 16-11-2014                                                            | Bruxelles                                                             | Belgio                                                                | 0 – 0                                                                 | Galles                                                                | Qual. Euro 2016                                                       | -                                                                     | 70’                                                                   |
| 13-11-2015                                                            | Cardiff                                                               | Galles                                                                | 2 – 3                                                                 | Paesi Bassi                                                           | Amichevole                                                            | -                                                                     | 59’                                                                   |
| 24-3-2016                                                             | Cardiff                                                               | Galles                                                                | 1 – 1                                                                 | Irlanda del Nord                                                      | Amichevole                                                            | -                                                                     | 62’                                                                   |
| Totale                                                                |                                                                       | Presenze                                                              | 7                                                                     |                                                                       | Reti                                                                  | 0                                                                     |                                                                       |